# Local Interconnect Network
Local Interconnect Network (LIN) är ett enkelt lokalt datornätverk i fordon för att styra vissa funktioner genom att sammanbinda sensorer och ställdon med en styrenhet eller dator. LIN är billigt och avsett för funktioner som ej är tidskritiska. Kommunikationen sker via en oskärmad enkelledare. Syftet är att öka antalet delfunktioner och tillgängligheten (kvalitén) samtidigt som man minskar antalet ledningar och får lägre strömmar i kontakter mm.

## Bakgrund
Redan under 1980-talet hade man börjat använda datornätverk i bilar för att reducera kabelmängderna och öka funktionerna. Man använde då ett rätt avancerat nätverk CAN, främst för styrning av motorn och automatväxeln. CAN klarade höga hastigheter men komponenterna var för dyra för att byggas in i enklare komponenter. I början av 1990-talet hade man börjat införa olika billigare nätlösningar. För att göra det enklare för komponentleverantörerna blev behovet av en standard snabbt uppenbart. Flera Europeiska biltillverkare (Mercedes, BMW, Volkswagen och Volvo) gick då samman och skapade The LIN Consortium. Redan 2010 utgjorde LIN en defacto-standard över hela världen.
Syftena med LIN var att:
- Utnyttja enkla billiga beprövade kretskomponenter (chips). Man kan använda komponenter med en UART, en välanvänd standard.
- Utöka kundvärdet (funktionaliteten i systemen) genom att göra komponenterna programmerbara.
- Reducera felrisken genom att antalet kablar reduceras och genom att ha svaga signalströmmar som inte bränner kontakter.

## Principer[2]
Topologi. LIN är ett "bus"-nätverk där alla noder (styrenheter) i nätet är anslutna till en gemensam signalkabel. En nod i nätet är master d.v.s. tar initiativet till alla kommunikationer. Alla övriga noder är slavar som "lyssnar" på meddelanden från mastern och besvarar mastern om meddelandet gäller slavnoden. Max antal noder är 16, var och en med sin egen identifikation. Typiskt brukar mastern använda en tidtabell och sänder frågor eller order till varje nod ett antal gånger i sekunden. Respektive nod svarar då vad som hänt eller inte hänt eller bekräftar en order. Denna enkla princip med en master som styr, gör att man inte behöver bekymra sig om kollisioner när två noder samtidigt sänder meddelanden ("collision detection") vilket krävs i snabbare nätverk. Kombinationen meddelande och svar kallas frame. LIN tillåter att svaret från en slav adresseras direkt till en annan slav och inte behöver gå via mastern. I ett fordon använder man vanligen flera LIN-nätverk med ett nät för varje logiskt sammanhängande kluster av funktioner. Se exempel nedan.
Kablar. En LIN-nod kräver tre kablar:
- Matningsspänning. Standarden är +12V.
- Jordledare. Vanligen till fordonets chassi.
- Signalkabel som förbinder alla noder med varandra. Behöver varken skärmas eller tvinnas mot störningar. Signalkabelns returström leds genom jordledningen.

Signalprotokoll. LIN använder asynkron kommunikation med 8 bitar (byte) samt en startbit och en stoppbit. Den följer den beprövade standarden ISO 9141 med "Universal Asynchronous Receiver/Transmitter" eller UART till vilken det finns billiga komponenter (chips). En annan viktig egenskap är att noderna inte kräver någon avancerad klockstyrning utan synkroniseras enkelt av mastern. Dessutom har de flesta mikrodatorer som används i bilar (centraldator, motorstyrning klimatstyrning mm) redan en UART-funktion inbyggd och passar väl som masters. 
Kapacitet. Hastigheten är upp till 19.2 kilobit/s. Signalkabelns längd <40 m. LIN garanterar att fördröjning ej kan uppstå.
Meddelanden. Kan bestå av 1-8 bytes. Till dessa kommer 3 bytes med styrinformation. Ett meddelande har 5 fält:
- Synkroniseringssignal (>13 bitar)
- Synkroniseringskod (1 byte)
- Identifierare (1 byte, UART-format). Identifiering av alla noder kan ske vid uppstart av nätet. Nya noder kan läggas till dynamiskt.
- Meddelande (Data) (1-8 bytes)
- Kontrollsumma (1 byte). Felkorrigering sker automatiskt.

Feldiagnos. Nätet upptäcker självt fel i noder och kommunikationen. Dessutom kan noderna programmeras att göra egna felsökningar och sända diagnoser till mastern. Till exempel kontrollera att en krets inte är bruten (glappkontakt) eller har resistans inom ett intervall (trasig sensor).

## Programmering / Testning[3]
Applikationer programmeras för mastern och alla slavar. Applikationerna kommunicerar med LIN genom ett standardiserat gränssnitt som sedan via en communication manager, LIN protocol, bus transceiver och det fysiska lagret sköter hanteringen till mottagaren.
Till hjälp vid programmeringen och testningen finns en signal manager som dels sköter konfigureringen av nätverket och dels en bus emulator / analyzer.
LIN-konsortiet erbjuder certifierare som kan testa utvecklade komponenter och godkänna dem för den miljö som bilfabrikanterna kräver.

## Användning
LIN är vanligt för: Manöverknapparna kring ratten och på instrumentbrädan, klimatsystemet (reglage, sensorer och motorer), dörrarna (knappar, lås, backspeglar), stolar (värmeelement, positionsgivare, justeringsmotorer), innertak (taklucka, sensorer), belysning (strålkastare, baklyktor, släpvagnskontakt) och motor (sensorer, aktuerare, laddregulator). Det är en särskilt stor fördel att ha en databuss, när det gäller mekaniskt rörliga komponenter såsom de nämnda, eftersom det blir problem att ha många trådar i kablage. CAN är ofta för påkostat för dessa. Ett ratt med till exempel 10 knappar blir svår att dra kablar till, men LIN:s tre kablar inklusive strömmatning går bra.
Indelningen i delnät beskrives bäst med ett exempel från en välutrustad bil från 2011 . Mastern i varje nät är i kursiv stil:
- Bilens centraldator (master bus 0); Kameror i backspeglarna för att uppmärksamma fordon inom vänstra resp. högra döda vinkeln (vid filbyte).
- Bilens centraldator (master bus 1); blinkerspak, torkarspak; vänster rattknappar (farthållare); höger rattknappar (infotainment); ljusreglagepanel (strålkastare, parkeringsljus, dimljus mm). Centraldatorn aktiverar sedan de olika lamporna, torkarna, farthållaren, ljudanläggningen mm.
- Bilens centraldator (master bus 2); rörelsedetektor i taket; larmsiren med inbyggd lutningsensor. Centraldatorn hanterar sedan utlösning av stöldlarmet.
- Bilens centraldator (master bus 3); Tändlåsets antenn för nyckelkoden (immobilizern); elektriska rattlåset. Centraldatorn godkänner sedan start.
- Bilens centraldator (master bus 8); Batterimonitor (mäter ström, spänning och temperatur); regnsensor; ruttorkare.
- Styrdator för nyckelfritt låssystem (master); radiomottagare/sändare för fjärrnyckelhantering.
- Styrdator för automatväxellådan (master); växelväljaren. Styr automatlådan, tänder indikatorer och spärrar spaken.
- Dator för klimatstyrning (master); 5 olika spjällmotorer med lägesgivare för olika utblås; panel för baksätesuppvärmning; 4 styrenheter för eluppvärmning av 4 olika säten (skapar olika pulsfrekvenser för de olika värmelägena); backspegel med automatisk avbländning och fuktsensor.
- Bilens dator för motorstyrning (master); generatorns laddregulator; kylargardin.
- Förardörrens styrdator (master som även har snabb CAN-kommunikation med bilens centraldator); 4 elektronikenheter i de 4 dörrarna som styr fönsterhissar, centrallås, backspeglar mm; förardörrens reglagepanel för alla 4 dörrarna, backspegeljustering mm.

LIN undvikes för funktioner som ska vara aktiva när bilen lämnas låst och då det är viktigt med låg strömförbrukning. Exempel på sådana funktioner är larmkontakter för dörröppningar (engelska ajar) och beröringssensorer för nyckellöst låssystem. LIN undvikes även vid funktionskritiska system som SRS-systemet som måste fungera även om batteriförsörjningen upphör vid en krock.
LIN är oanvändbart vid snabba kommunikationer då nätverket CAN (Controller Area Network) i stället används. Exempelvis styrningen av tändning och insprutare i motorn och antisladd/bromssystem som måste reagera extremt snabbt. LIN är även oanvändbart för strömmande data med garanterad bandbredd för ljud och bild då i stället nätverket MOST (Media Oriented Systems Transport) används.

## Effekter
- Bättre funktionalitet för förare och passagerare. Genom att noderna är programmerbara kan man bygga in flera för kunden värdefulla funktioner utan att antalet kablar behöver utökas. Ett exempel är fönsterhissar som tidigare bara kunde hissas upp eller ned. Med LIN kan man ha en knapp med 5 lägen: Uppåt; Uppåt ända till stängd (auto-up); Nedåt; Nedåt ända till helt öppet (auto-down); Vila. Genom att NOD-programmet kan känna av i vilken ordning kontaktblecken sluts kan man klara sig med 3 kablar från brytaren trots att det finns 5 brytarlägen. Man kan också få en knapp i förardörren att styra fönsterhissar i andra dörrar utan att behöva dra fler kablar mellan dörrarna.
- Enklare reparationer. Genom att noderna kan göra feldiagnos av sina delkomponenter och diagnoserna kan sparas i mastern så kan man oftast få svar på vilken komponent som ska bytas. Exempelvis kan en nod-dator upptäcka om en strömkrets bryts (glapp) eller har fel resistans (sensorfel). Det ska dock påpekas att om diagnosprogrammeringen missar eller ej kan identifiera en felsituation så kan felsökningen bli värre än vid de gamla enklare lösningarna.
- Högre tillförlitlighet. Eftersom brytarna inte bryter drivströmmar utan endast signaler kan kontaktblecken göras enklare och de bränns ej av gnistor. Ibland flyttas dock bara detta problem till ett mekaniskt relä. I andra fall kan man helt undvika mekaniska kontakter genom att läsa av hur t.ex. kapacitansen ändras när man berör dörrhandtagets insida i ett nyckellöst låssystem.
- Billigare kabelmattor och kontaktstycken. Dels kan antalet kablar reduceras och dels kan de oftast göras klenare genom de lägre strömmarna. Dock gäller att åtminstone signalkabeln är känslig och kan kräva pläterade kontakter.
- Inga licensavgifter krävs.
- Kräver stora serier för att löna sig. LIN använder mer avancerade komponenter och kräver en insats för konstruktion, programmering och testning. Men standardiseringen gör att leverantörerna får större volymer för delkomponenterna och användbarheten för LIN har hittills bara ökat med tiden.